# Le Péché originel
Cet article concerne un épisode de série télévisée. Pour la doctrine chrétienne, voir Péché originel.
Le Péché originel est le trente-neuvième épisode du feuilleton télévisé Prison Break. C'est le dix-septième épisode de cette deuxième saison. 

## Résumé
La voiture de Fernando Sucre rend l'âme sur une route du Mexique, à Tecpatan. Quelques instants plus tard, il est pris en stop par un automobiliste qui va également en direction de l'aéroport d'Ixtapa. Après avoir reçu un appel de son talkie-walkie, le conducteur, qui se nomme Cadena, lui explique qu'il est agent de sécurité à l'aéroport et qu'un fugitif américain y est attendu. 
Une vingtaine de minutes plus tard, ils arrivent à l'aéroport. Nerveux, Sucre explique à Cadena qu'il doit aller aux toilettes avant de rejoindre le terminal. Il le remercie et le quitte précipitamment. L'instant suivant, un autre agent de sécurité montre à Cadena un avis de recherche avec la photo de Sucre imprimée dessus. Cadena s'exclame: « He's here! » (« Il est ici! »).
Maricruz Delgado est avec sa sœur Theresa au terminal de l'aéroport. Alors que Theresa tente de convaincre Maricruz que Sucre ne viendra pas, il apparaît soudain, suivi de peu par des agents de sécurité. Il embrasse Maricruz, attrape ses bagages et tous deux se précipitent vers la sortie. Ils parviennent de justesse à prendre un taxi et réussissent à s'échapper. Néanmoins, Sucre se demande comment la police pouvait savoir qu'il serait là. 
T-Bag est dans une voiture avec ses trois otages, les Hollander, à Conecuh County en Alabama. Susan demande à T-bag de s'arrêter car les enfants ont faim. T-Bag lui répond qu'ils arrivent bientôt à destination. Alors qu'il se gare devant une maison en ruine, il leur explique qu'il s'agit de sa vieille maison de famille.
Lorsqu'ils entrent dans la maison abandonnée, ils constatent que les murs sont recouverts de graffitis. T-bag trouve un dictionnaire derrière un mur délabré. Susan lui demande ce qu'il projette de faire, mais T-Bag est perdu dans ses pensées. Il se rappelle, dans un flashback, d'un moment de son enfance où son père l'avait obligé à réciter dix synonymes du mot Destroy (détruire) devant ses amis. Il se souvient également d'un jour où son père était venu le voir dans sa chambre, pour lui conseiller d'étudier car un jour il serait Président des États-Unis. En lui parlant, son père avait des gestes ambigus. T-Bag répond finalement à Susan qu'ils vont s'installer dans la maison. Il explique qu'ils vont remettre la maison en état. Toutefois, quand Susan lui fait remarquer l'état de stress des enfants, il les enferme dans une pièce et révèle à Susan que la lignée des Bagwell s'éteindra après lui car il est stérile. Il considère cela comme une chance car pour lui le sang des Bagwell est maudit. Il lui annonce qu'il espère commencer une nouvelle vie avec Susan et sa famille. Il lui promet de totalement s'amender car il l'aime éperdument. Tandis qu'il s'apprête à l'embrasser, Susan recule et lui avoue qu'elle ne pourra jamais l'aimer en retour.
Quelques instants plus tard, T-Bag est assis dehors en pleine réflexion, Susan et ses enfants sont enfermés dans la maison et elle le supplie en pleurant de les laisser sortir. Puis, les Hollander, paralysés par la peur, sont délivrés par la police qui leur explique qu'un appel anonyme les a informé de la présence d'otages dans la maison. Plus loin, T-Bag est assis dans la Volvo familiale, sanglotant de façon incontrôlable, un téléphone portable près de lui. 
L'agent Alexander Mahone du FBI est à l'aéroport de Minneapolis dans le Minnesota. Il téléphone à son fils Cameron, soigné dans un hôpital de Durango dans le Colorado. Il le rassure en lui expliquant qu'il n'est pas furieux contre lui et que l'accident n'était pas sa faute. Il lui rappelle qu'il l'aime, puis il contacte l'agent Lang et lui réclame des informations concernant la localisation de C-Note. Elle lui confirme qu'un témoin a identifié C-Note lors d'une tentative de braquage à Benson, Minnesota. Comme elle lui explique froidement que sa fille malade les mènera au fugitif, Mahone devine immédiatement qu'elle n'a pas d'enfants, ce qu'elle confirme aussitôt.
C-Note et Dede sont à l'hôpital. Il demande à une infirmière de prendre en charge sa fille mais elle lui demande ses papiers d'assurance et une pièce d'identité. Ne pouvant fournir les documents exigés, C-Note se voit sèchement rappeler que cet hôpital n'est pas un refuge pour SDF. Il est furieux mais il n'a pas d'autre choix que de s'en aller avec sa fille. Alors qu'ils sortent ensemble de l'hôpital, il aperçoit l'agent Mahone qu'il reconnaît immédiatement. Il court en portant sa fille et parvient à prendre la fuite dans un bus, l'agent Mahone ne pouvant se résoudre à tirer sur l'enfant.
Puis, C-Note se rend chez un docteur à qui il donne 400 dollars pour qu'il accepte d'aider sa fille. Après avoir effectué une série de tests sur elle, le médecin explique à C-Note que les reins de Dede  commencent à cesser de fonctionner et qu'une dialyse doit absolument être effectuée. Avant qu'il puisse insérer un cathéter dans sa nuque pour qu'elle soit prise en charge par un service local, C-Note refuse et repart en emportant Dede avec lui.
Près d'une cabine téléphonique, C-Note pleure en serrant sa fille contre lui. Mahone reçoit un appel téléphonique de l'agent Lang, qui lui transfère un autre appel. Il entre alors en contact avec C-Note, qui demande que Kacee soit libérée s'il accepte de se rendre et en échange d'un marché. Dede est prise en charge à l'hôpital où Mahone lui remet un ours en peluche. Puis, il explique à C-Note, menotté, que sa femme a été libérée. C-Note promet alors à Mahone qu'il lui livrera Michael Scofield.
Michael Scofield et Sara Tancredi entrent dans le club de cigares intitulé « Corona del Oro » à Chicago, Illinois dont Frank Tancredi était l'un des membres. Peu de temps après, Sara est reconnue par le personnel du club. Au bar, Michael s'empare d'une brochure du club ainsi que du téléphone portable d'un membre et s'échappe avec Sara en traversant la cuisine, poursuivis de peu par la police.
Michael et Sara retournent à leur voiture, où Lincoln Burrows et Paul Kellerman les attendaient. Michael feuillette rapidement la brochure et réalise qu'Henry Pope est également un membre du club. 
L'agent William Kim regarde les informations à la télévision où le voyage effectué par Caroline Reynolds est détaillé: Chicago, Minneapolis, et Détroit dans le Michigan. Un agent l'informe soudain que Sara a été aperçue dans un club de cigares de Chicago et que son père y était membre. Il prend son téléphone et demande un avion pour se rendre là-bas.
Sara et Michael se rendent à la maison de Pope. Sara essaie d'expliquer à l'ancien directeur de Fox River qu'elle a retrouvé une clé près du corps de son père et qu'il est mort alors qu'il cherchait des informations sur l'affaire Burrows. Seulement, Pope est toujours aussi en colère. Il avoue à Michael qu'il le considérait comme un fils et qu'il l'a trahi. Il menace de prévenir les autorités. Avant que Pope puisse décrocher le combiné, Michael brandit un revolver et lui ordonne de ne pas toucher au téléphone. Puis après avoir argumenté, Michael montre sa bonne foi en lui proposant son arme. Cependant, Pope ne fléchit toujours pas. En désespoir de cause, Michael, sans le dire à Sara, promet à Pope de se rendre s'ils parviennent à obtenir grâce à son aide la preuve de l'innocence de Lincoln.
Pope monte dans la voiture avec Michael et Sara. Il se dirige ensuite vers le club de cigares. Sara rappelle à Michael la promesse qu'il lui avait faite à Fox River: qu'il l'emmènerait dîner quand il sortirait de prison. Michael sourit et lui propose de lui acheter un burrito après le retour de Pope. Sara lui répond qu'elle n'acceptera rien de moins qu'un filet mignon. Michael accepte et lui dit: « It's a date. » (« C'est un rendez-vous. »). Ils étreignent leurs mains. 
Pendant ce temps, postés sur un toit, Lincoln et Kellerman surveillent l'entrée de Pope dans le club. Lincoln accuse encore Kellerman d'avoir participé à la mise en scène qui l'a condamné à mort pour meurtre. Kellerman lui répond de nouveau qu'il ne faisait que suivre des ordres. Lincoln le sonde alors sur le genre de relations qu'il entretenait avec Caroline Reynolds, lui rappelant les propos de Terrence Steadman sur sa demande en mariage. Kellerman le nie catégoriquement et lui affirme soudain qu'il n'y a pas de lumière au bout du tunnel, qu'ils vont tous mourir, mais qu'il prévoit d'entraîner avec lui autant de membres de la conspiration du Cartel qu'il pourra. 
Dans le club, Pope est accosté par un membre du personnel qui l'informe que Sara Tancredi était présente quelques heures plus tôt. Pope lui répond qu'il espère qu'elle sera bientôt arrêtée. Il trouve l'humidificateur privé du gouverneur Tancredi puis ouvre la serrure avec la clé. Il récupère une clé USB, la met dans sa poche et referme derrière lui. Avant de sortir, il demande à un membre s'il peut lui emprunter son ordinateur portable pour découvrir ce que contient cette clé USB. Quelques instants plus tard, il est accosté par l'agent William Kim devant l'entrée du club. Kim tente dans un premier temps de sympathiser avec Pope en lui demandant de lui remettre la clé USB. Devant le refus de Pope, Kim se fait menaçant et lui dévoile son arme, tandis qu'un autre agent s'approche, ouvre la portière de leur voiture et fait comprendre silencieusement à Pope qu'il doit monter à l'intérieur.
Michael fait démarrer la voiture, accélère brusquement et renverse l'agent Kim avant que Pope se fasse tirer dessus. Kellerman tire sur l'autre agent et Lincoln se jette sur Bill Kim qu'il boxe plusieurs fois avant de revenir vers la voiture de Michael. Avant que Kellerman puisse monter à l'intérieur, Sara ferme la portière à clé.
Quand Michael révèle le marché passé avec Pope à Sara et Lincoln, ils sont atterrés. Lincoln le supplie de changer d'avis. Pope répond alors à Michael que son frère a raison et qu'il peut s'en aller, toutefois il lui précise qu'il « don't consider this forgiveness » (« ne doit pas considérer cela comme un pardon »).
Sara, Michael, et Lincoln sont ensemble dans une chambre d'hôtel, où ils allument un ordinateur portable. Ils insèrent la clé USB dans l'appareil et commencent à écouter le fichier audio.

## Informations complémentaires

### Chronologie
L'action de cet épisode se déroule le 6 juin selon le post-it collé sur le mur dans le bureau de Mahone dans l'épisode Panama (2x20): « Bagwell in Alabama » et « Burrows Cigar club ».

### Erreurs
- Lorsque Sucre tombe en panne avec sa voiture, il se trouve près d'un arbre. Cet arbre disparaît à chaque fois que la caméra filme la scène de loin.

### Divers
- Wade Williams (Bellick) et Marshall Allman (L.J.) n'apparaissent pas dans cet épisode. À contrario, c'est le retour de deux personnages secondaires  Stacy Keach (Henry Pope)[1] et Camille Guaty (Maricruz Delgado)[2].

- Quand Mahone marche dans l'aéroport de Minneapolis, il passe à côté d'une femme à cheveux longs assise sur un banc. Cette femme était dans le restaurant braqué par un malfaiteur lors du précédent épisode.
- C-Note est le quatrième fugitif qui est capturé. Contrairement aux trois premiers, il s'est rendu et est placé en détention vivant.
- Lorsque Sucre et Maricruz prennent un taxi en quittant l'aéroport d' Ixtapa, le chauffeur de taxi est interprété par Carlo Alban, qui interprètera Luis "Mc Grady" Gallego dans la saison 3.

## Accueil critique
Aux États-Unis, cet épisode a été regardé par 9,55 millions de téléspectateurs lui permettant d'être la série la plus suivie sur cette tranche horaire.
Le chroniqueur du San Diego Union-Tribune a décerné un "A" à cet épisode. S'il estime que l'intrigue sur conspiration n'avance pas beaucoup, il a particulièrement apprécié les histoires de C-Note et T-Bag. Il conclut en disant : « What this episode lacked in revelations it more than compensated in emotions. » (« Ce que l'épisode manque en révélations est largement compensé en émotion. »).